# Le Barcarès XIII
Maillots
Actualités
Le Barcarès XIII est un club de rugby à XIII français, situé au Barcarès dans le département des Pyrénées-Orientales. L'équipe première du club évolue dans le championnat de France de rugby à XIII de troisième division : la Nationale 1.
Après avoir été champion de l'Élite 2 en 2008, le club est redescendu en 2009 deux divisions plus bas, en Fédérale. 
Ce championnat étant beaucoup plus simple,  le club a remporté tous les trophées en jeu (championnat de France Fédérale, championnat du Roussillon, championnat de la Ligue et la coupe Falcou).

## Palmarès
- Championnat de France Élite 1 :
  - Vainqueur : Néant
  - Finaliste : Néant

- Coupe de France :
  - Vainqueur : Néant
  - Finaliste : Néant

- Championnat de France Élite 2 :
  - Vainqueur : 3 (1990, 2006 et 2008)
  - Finaliste : 1 (1989)